# Stadtteilfriedhof Wettbergen „Oberes Bergfeld“

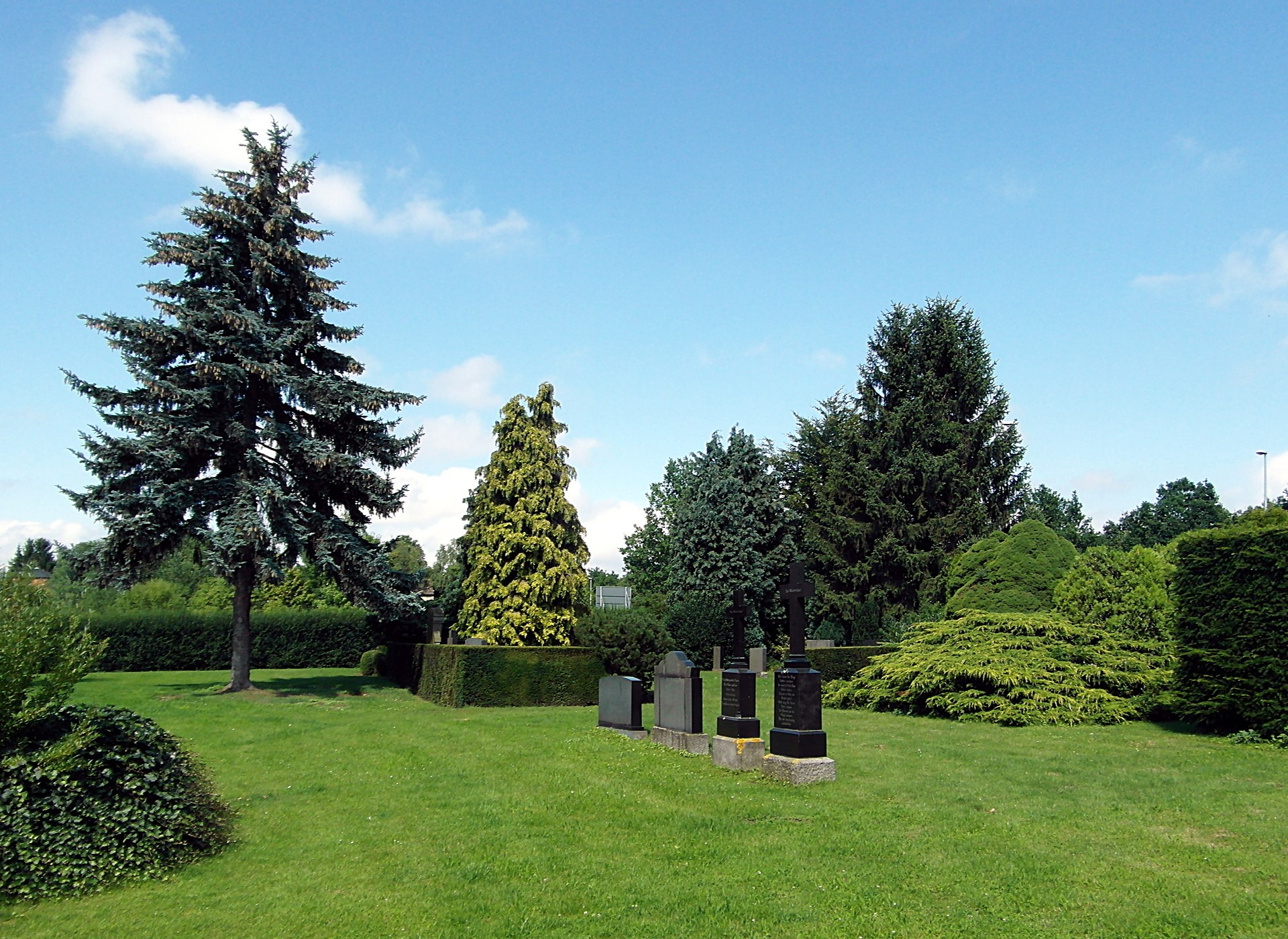
Gräberfeld auf dem Stadtteilfriedhof Wettbergen „Oberes Bergfeld“

Der Stadtteilfriedhof Wettbergen „Oberes Bergfeld“ in Hannover an der Bundesstraße B 217, Abschnitt Hamelner Chaussee, ist ein für zukünftige Bestattungen nur noch eingeschränkt verfügbarer Friedhof der niedersächsischen Landeshauptstadt. Die evangelisch-lutherische Johannes-der-Täufer-Kirchengemeinde Wettbergen legte ihn in den Jahren 1883 und 1914 an. Die nur 0,26 Hektar große Grünfläche ging im Jahre 1974, dem Jahr der Eingemeindung Wettbergens nach Hannover, in die Verwaltung der Landeshauptstadt über. 1976 wurde die Belegung eingeschränkt.